# Art Pictures Group
Art Pictures Group — российская группа компаний, занимающаяся производством полнометражных фильмов, телевизионных сериалов и программ. Основана 1992 года актёром и режиссёром Фёдором Бондарчуком, предпринимателем в области ресторанного бизнеса Степаном Михалковым и генеральным директором Сергеем Кожевниковым.
До 2005 года компания специализировалась преимущественно на съёмке рекламных роликов и музыкальных клипов для телевидения, затем в качестве ключевой цели деятельности студии было выбрано кинопроизводство (при этом первый кинофильм компании — «В движении» — был выпущен в 2002 году), а основным партнёром Бондарчука по кинокомпании стал Дмитрий Рудовский. Является одним из лидеров отечественного кинопроизводства и входит в число компаний-мейджеров российского кинорынка.
В разное время группа сотрудничала с компаниями «Нон-стоп продакшн» (фильмы «В движении», «9 рота», «Обитаемый остров», «Сталинград» и др.) и «Вайт Медиа» (фильмы «Бармен», «Срочно выйду замуж», «Любовь с ограничениями»).

## Дочерние компании
В 1993 году совместно с клипмейкером Сергеем Кальварским была открыта компания «Арт Пикчерс Петербург», отметившаяся созданием клипа на песню Натальи Ветлицкой «Плейбой, клёвый такой», а также принимавшая участие в съёмках программ «Утренняя почта», «Звуковая дорожка» и «Горячая десятка».
В 2005 году была основана компания-производитель кинофильмов «Арт Пикчерс Студия». В 2010 году Фёдор Бондарчук владел 33,3 % компании, Степан Михалков — 24,7 %, Дмитрий Рудовский — 16 %, оставшиеся 26 % организации принадлежали компании «Телекомпром», которая в 2014 году была признана банкротом и выставила принадлежащую ей долю в «Арт Пикчерс Студии» на торги. В результате этого 26 % перешли к фирме «Гута-Сервис», которая предложила за долю 1,05 млн рублей, с чем были не согласны Бондарчук и Рудовский. В 2019 году стало известно, что телевизионный холдинг «Национальная Медиа Группа» (НМГ) выкупил у Дмитрия Рудовского 50 % «Арт Пикчерс Студии», оставшейся половиной компании продолжит владеть Фёдор Бондарчук. Также, по информации «Коммерсанта», НМГ контролирует 52 % «Арт Пикчерс Групп».
В 2009 году была основана компания-дистрибьютор «Арт Пикчерс Медиа», которая занимается кинотеатральной, телевизионной и DVD-дистрибуцией фильмов «Арт Пикчерс Студии», а также картин независимых зарубежных кинокомпаний.
В 2012 году была основана компания-производитель телевизионного контента «Арт Пикчерс Вижн». В начале 2014 года владельцем 50 % компании стала НМГ. Впоследствии совладельцами компании также стали продюсеры Вячеслав Муругов, Дмитрий Табарчук и режиссёр Сергей Арланов — в 2015 году каждый из них стал контролировать по 10 % компании, в 2016 году они продали свои доли НМГ.
В 2017 году была основана компания «Арт Пикчерс Дистрибьюшн», занимающаяся закупкой и монетизацией прав на контент в интересах НМГ и «СТС Медиа».

## Кинофильмы
| Фильм                                | Дата выхода в прокат | Прокатчик                       | Сборы в России и СНГ | Дата премьеры на ТВ | Телеканал | Рейтинг/ доля |
| ------------------------------------ | -------------------- | ------------------------------- | -------------------- | ------------------- | --------- | ------------- |
| В движении                           | 10 октября 2002      | «Гемини»                        | 9 млн руб.           | 8 июня 2003         | ТВС       | нет данных    |
| Гололёд                              | 6 февраля 2003       | «Роскинопрокат»                 | 0,5 млн руб.         | 17 октября 2004     | Интер     | нет данных    |
| Дневник камикадзе                    | 18 марта 2003        | «Роскинопрокат»                 | 0,44 млн руб.        | 18 декабря 2004     | Россия    | 6.3/ 16.5     |
| 9 рота                               | 29 сентября 2005     | «Гемини»                        | 682 млн руб.         | 9 мая 2006          | Первый    | 19.7/ 51.7    |
| Жара                                 | 28 декабря 2006      | «Гемини»                        | 410 млн руб.         | 10 марта 2007       | Россия    | 6.4/ 17.2     |
| Элька                                | 25 октября 2007      | «Панорама Кино»                 | 14 млн руб.          | 2 января 2008       | Первый    | 4.2 / 13.9    |
| Обитаемый остров. Фильм первый       | 1 января 2009        | «Каропрокат»                    | 644 млн руб.         | 2 января 2010       | Россия-1  | 5.1/ 16.6     |
| Обитаемый остров. Схватка            | 23 апреля 2009       | «Каропрокат»                    | 204 млн руб.         | 3 января 2010       | Россия-1  | 5.0/ 15.2     |
| Фобос. Клуб страха                   | 25 марта 2010        | «Art Pictures Media»            | 17 млн руб.          | 14 апреля 2011      | СТС       | нет данных    |
| Зайцев, жги! История шоумена         | 2 декабря 2010       | «Art Pictures Media»            | 4 млн руб.           | 15 января 2012      | Первый    | 3.8/ 10.0     |
| Два дня                              | 8 сентября 2011      | «Централ Партнершип»            | 18 млн руб.          | 17 декабря 2011     | Первый    | 3.4/ 10.0     |
| Духless                              | 4 октября 2012       | «UPI»                           | 415 млн руб.         | 28 сентября 2013    | НТВ       | нет данных    |
| Сталинград                           | 10 октября 2013      | «WDSSPR»                        | 1670 млн руб.        | 9 мая 2014          | Россия-1  | 4.0/ 14.9     |
| Одноклассники.ru: НаCLICKай удачу    | 12 декабря 2013      | «A Company» / «20 век Фокс СНГ» | 115 млн руб.         | 4 сентября 2014     | ТНТ       | 2.6/ 8.1      |
| Вычислитель                          | 18 декабря 2014      | «Централ Партнершип»            | 47 млн руб.          | 11 июля 2018        | Россия-1  | нет данных    |
| Батальонъ                            | 20 февраля 2015      | «WDSSPR»                        | 481 млн руб.         | 8 ноября 2020       | Первый    | 1.9/ 8.3      |
| Духless 2                            | 5 марта 2015         | «UPI»                           | 490 млн руб.         | 24 сентября 2016    | Первый    | нет данных    |
| Да и да                              | 12 марта 2015        | «Централ Партнершип»            | 3 млн руб.           | 20 декабря 2015     | ТНТ       | 0.6/ 11.1     |
| Бармен                               | 18 июня 2015         | «Централ Партнершип»            | 82 млн руб.          | 23 ноября 2015      | ТНТ       | 2.9/ 8.3      |
| Воин                                 | 1 октября 2015       | «Централ Партнершип»            | 208 млн руб.         | 22 февраля 2016     | Россия-1  | 3.5/ 9.9      |
| Савва. Сердце воина                  | 12 ноября 2015       | «Наше кино»                     | 195 млн руб.         | 29 апреля 2018      | СТС       | нет данных    |
| Срочно выйду замуж                   | 31 декабря 2015      | «Централ Партнершип»            | 80 млн руб.          | 7 марта 2019        | СТС       | нет данных    |
| Убежать, догнать, влюбиться!         | —                    | —                               | —                    | 4 января 2018       | 3+        | нет данных    |
| Смешарики. Легенда о золотом драконе | 17 марта 2016        | «UPI»                           | 245 млн руб.         | 2 июня 2018         | СТС       | нет данных    |
| Хороший мальчик                      | 10 ноября 2016       | «WDSSPR»                        | 72 млн руб.          | 17 сентября 2017    | Первый    | 2.5/ 9.3      |
| Дама пик                             | 17 ноября 2016       | «20 век Фокс СНГ»               | 30 млн руб.          | 24 февраля 2018     | Россия-1  | нет данных    |
| Притяжение                           | 26 января 2017       | «WDSSPR»                        | 1039 млн руб.        | 4 ноября 2017       | Россия-1  | 4.8/ 14.2     |
| Любовь с ограничениями               | 9 марта 2017         | «Централ Партнершип»            | 70 млн руб.          | 2 октября 2017      | ТНТ       | 2.7/ 8.6      |
| Мифы                                 | 16 ноября 2017       | «WDSSPR»                        | 50 млн руб.          | —                   | —         | —             |
| Селфи                                | 1 февраля 2018       | «WDSSPR»                        | 226 млн руб.         | 10 июля 2018        | Россия-1  | 1.6/ 14.5     |
| Лёд                                  | 14 февраля 2018      | «WDSSPR»                        | 1444 млн руб.        | 8 марта 2019        | Россия-1  | 6.3/ 21.6     |
| Купи меня                            | 1 марта 2018         | «Централ Партнершип»            | 22 млн руб.          | —                   | —         | —             |
| Смешарики. Дежавю                    | 26 апреля 2018       | «Каропрокат»                    | 261 млн руб.         | 29 декабря 2018     | СТС       | нет данных    |
| Только не они                        | 25 октября 2018      | «Централ Партнершип»            | 61 млн руб.          | —                   | —         | —             |
| Баба Яга. Начало                     | 8 ноября 2018        | «Кинологистика»                 | 1 млн руб.           | —                   | —         | —             |
| Вторжение                            | 1 января 2020        | «WDSSPR»                        | 962 млн руб.         | 2 мая 2021          | Россия-1  | 1.6/ 7.7      |
| Лёд 2                                | 14 февраля 2020      | «SPPR»                          | 1472 млн руб.        | 8 марта 2021        | Россия-1  | 3.6/ 12.4     |
| Спутник                              | —                    | —                               | —                    | 24 апреля 2021      | СТС       | 0.9/ 5.8      |
| Рашн Юг                              | 4 марта 2021         | «SPPR»                          | 60 млн руб.          | 15 июля 2022        | СТС       |               |
| Ника                                 | 19 мая 2022          | «Централ Партнершип»            | 10 млн руб.          |                     |           |               |
| Яга и книга заклинаний               | 27 апреля 2023       | «НМГ Кинопрокат»                | 224 млн руб.         | 23 февраля 2024     | СТС       |               |
| Повелитель ветра                     | 5 октября 2023       | «Централ Партнершип»            | 523 млн руб.         | 4 ноября 2024       | Россия-1  |               |
| Лёд 3                                | 14 февраля 2024      | «НМГ Кинопрокат»                | 1922 млн руб.        | 8 марта 2025        | Россия-1  |               |
| Сто лет тому вперёд                  | 18 апреля 2024       | «Централ Партнершип»            | 1445 млн руб.        | 28 июня 2025        | Россия-1  |               |
| Василий                              | 23 января 2025       | «НМГ Кинопрокат»                | 219 млн руб.         |                     |           |               |

## Телефильмы
| Фильм            | Дата премьеры   | Телеканал | Рейтинг/ доля |
| ---------------- | --------------- | --------- | ------------- |
| Бойцовский срыв  | 8 декабря 2016  | Матч ТВ   | нет данных    |
| Грогги           | 14 декабря 2016 | Матч ТВ   | нет данных    |
| Военный фитнес   | 30 декабря 2016 | Матч ТВ   | нет данных    |
| Тренер           | 31 декабря 2016 | Матч ТВ   | 0.3/ 1.9      |
| Обещание         | 26 января 2017  | Матч ТВ   | 0.3/ 1.9      |
| Чистый футбол    | 9 февраля 2017  | Матч ТВ   | 0.4/ 2.6      |
| Тяжеловес        | 16 марта 2017   | Матч ТВ   | нет данных    |
| Победивший время | 28 апреля 2017  | Матч ТВ   | нет данных    |
| Мечта            | 26 июня 2017    | Матч ТВ   | 0.3/ 1.6      |

## Телесериалы
| Название                         | Дата выпуска                    | Телеканалы   | Жанр                      |
| -------------------------------- | ------------------------------- | ------------ | ------------------------- |
| «Собачья работа»                 | 8—10 октября 2012               | Россия-1     | детектив                  |
| «Раз, два! Люблю тебя!»          | 29 апреля 2013                  | Россия-1     | романтическая комедия     |
| «Первая любовь»                  | 9 сентября—29 ноября 2013       | Интер        | мелодрама                 |
| «Молодёжка»                      | 7 октября 2013—14 февраля 2019  | СТС          | спортивное драмеди        |
| «Выжить после»                   | 18 ноября 2013—4 марта 2016     | СТС          | фантастический триллер    |
| «Бретёр»                         | 28—30 декабря 2015              | 3+           | боевик                    |
| «Батальонъ»                      | 9—10 марта 2016                 | Первый канал | военная драма             |
| «Беглые родственники»            | 10—26 мая 2016                  | СТС          | комедия                   |
| «Свидетельство о рождении»       | 3—6 апреля 2017                 | Россия-1     | мелодрама                 |
| «Беглец»                         | 8 октября 2017                  | РЕН ТВ       | криминальная комедия      |
| «Спящие»                         | 9 октября 2017—6 марта 2018     | Первый канал | шпионский триллер         |
| «Психологини»                    | 20 ноября 2017—12 сентября 2019 | СТС          | комедия                   |
| «Год культуры»                   | 4 февраля 2019—31 марта 2022    | ТНТ          | комедия                   |
| «Пекарь и красавица»             | 18 февраля—7 марта 2019         | СТС          | романтическая комедия     |
| «90-е. Весело и громко»          | 25 марта—16 апреля 2019         | СТС          | музыкальная комедия       |
| «Мамы чемпионов»                 | 1—25 апреля 2019                | СТС          | спортивная драма, комедия |
| «Дылды»                          | 7 октября 2019—1 сентября 2022  | СТС          | спортивная комедия        |
| «Кухня. Война за отель»          | 2 декабря 2019—22 октября 2020  | СТС          | комедия                   |
| «Филатов»                        | 17 февраля—5 марта 2020         | СТС          | комедия                   |
| «Погнали»                        | 6—30 июля 2020                  | СТС          | комедия                   |
| «Родком»                         | 23 ноября 2020—2 декабря 2021   | СТС          | комедия                   |
| «Совершенно летние»              | 21 июня—8 июля 2021             | СТС          | комедия                   |
| «Тётя Марта»                     | 3 октября 2022—11 апреля 2024   | СТС          | комедия                   |
| «Кибер Иван»                     | 28 августа—14 сентября 2023     | СТС          | комедия                   |
| «Как Деревянко Ломоносова играл» | 26—29 февраля 2024              | СТС          | комедия                   |
| «Цирк!»                          | 1—4 апреля 2024                 | СТС          | комедия                   |
| «Молодёжка. Новая смена»         | 5—21 ноября 2024                | СТС          | спортивное драмеди        |

## Веб-сериалы
| Название             | Дата выпуска               | Сервис                | Жанр                  |
| -------------------- | -------------------------- | --------------------- | --------------------- |
| «За час до рассвета» | 16 февраля—11 мая 2020     | КиноПоиск HD, More.tv | историческая драма    |
| «Мастер»             | 18 февраля—11 марта 2020   | PREMIER               | спортивная драма      |
| «Стая»               | 9 сентября—28 октября 2022 | More.tv, Wink, СТС    | приключенческая драма |
| «Фишер»              | 8 февраля—29 марта 2023    | More.tv, Wink         | детектив              |

## Документальный фильм
| Фильм             | Год  | Режиссёр   |
| ----------------- | ---- | ---------- |
| Бондарчук. Battle | 2021 | Илья Белов |

## Телепрограммы
| Название                 | Дата выпуска                   | Телеканалы | Жанр           |
| ------------------------ | ------------------------------ | ---------- | -------------- |
| «Поколение СТС»          | 31 декабря 2003                | СТС        | новогоднее шоу |
| «Новогодняя sms-ка»      | 31 декабря 2011                | ТВ Центр   | телемюзикл     |
| «#Sтуденты»              | 27 июня—11 июля 2014           | СТС        | скетчком       |
| «Миллионы в сети»        | 20 апреля—12 мая 2015          | СТС        | скетчком       |
| «Деньги. SEX. Радикулит» | 20 августа—31 декабря 2016     | Че         | комедийное шоу |
| «Сториз»                 | 10 августа 2020—6 августа 2021 | СТС        | скетчком       |

## Награды
- В 2003 году фильм «В движении» получил приз зрительских симпатий на кинофестивале «Кинотавр», премию «Золотой орёл» в номинации «Лучший монтаж» (Александр Чупаков) и 2 премии «Ника» в номинациях «Открытие года» (Филипп Янковский) и «Лучшая операторская работа» (Сергей Мачильский).
- В 2006 году фильм «9 рота» получил 6 премий «Золотой овен» в номинациях «Лучший фильм», «Лучший фильм по результатам народного голосования», «Лучший полнометражный игровой дебют» (Фёдор Бондарчук), «Лучшая работа оператора» (Максим Осадчий), «Лучшая женская роль второго плана» (Ирина Рахманова)[82], 4 премии «Золотой орёл» в номинациях «Лучший фильм», «Лучшая работа оператора» (Максим Осадчий), «Лучшая музыка» (Дато Евгенидзе), «Лучшая работа звукорежиссёра» (Кирилл Василенко), 4 кинонаграды «MTV Россия» в номинациях «Лучшая драма», «Лучшая экранная команда», «Прорыв года» (Артур Смольянинов), «Лучшая мужская роль» (Алексей Чадов) и 3 премии «Ника» в номинациях «Лучший фильм», «Лучший звук» (Кирилл Василенко) и «Лучшая музыка» (Дато Евгенидзе).
- В 2007 году фильм «Жара» получил кинонаграду «MTV Россия» в номинации «Лучший поцелуй» (Алексей Чадов и Агния Дитковските).
- В 2009 году фильм «Обитаемый остров. Фильм первый» получил премию «Жорж» в номинации «Самый обсуждаемый фильм в рунете».
- В 2009 году фильм «Обитаемый остров. Схватка» получил кинонаграду «MTV Россия» в номинации «Лучший трейлер».
- В 2010 году фильм «Обитаемый остров. Фильм первый» получил 3 премии «Золотой орёл» в номинациях «Лучшая работа оператора» (Максим Осадчий), «Лучшая музыка» (Юрий Потеенко) и «Лучший монтаж» (Игорь Литонинский).
- В 2012 году фильм «Два дня» получил 2 премии «Золотой орёл» в номинациях «Лучшая женская роль» (Ксения Раппопорт), «Лучшая мужская роль» (Фёдор Бондарчук) и премию «Жорж» в номинации «За укрепление веры в российское кино».
- В 2013 году фильм «Духless» получил премию «Золотой орёл» в номинации «Лучшая мужская роль» (Данила Козловский) и премию «Жорж» в номинации «Лучшая российская драма».
- В 2014 году фильм «Сталинград» получил 4 премии «Золотой орёл» в номинациях «Лучшая операторская работа» (Максим Осадчий), «Лучшая работа художника-постановщика» (Сергей Иванов), «Лучшая работа художника по костюмам» (Татьяна Патрахальцева), «Лучшая работа звукорежиссёра» (Ростислав Алимов) и 3 премии «Ника» в номинациях «Лучшая работа художника» (Сергей Иванов), «Лучшая работа художника по костюмам» (Татьяна Патрахальцева) и «Лучшая работа звукорежиссёра» (Ростислав Алимов).
- В 2014 году фильм «Да и да» получил 3 премии Московского международного кинофестиваля: приз за лучшую режиссуру (Валерия Гай Германика), приз жюри Международной федерации кинопрессы и приз газеты «Коммерсантъ Weekend».
- В 2014 году сериал «Молодёжка» получил премию Ассоциации продюсеров кино и телевидения в номинации «Лучший телевизионный сериал (более 24 серий)».
- В 2016 году фильм «Батальонъ» получил 4 премии «Золотой орёл» в номинациях «Лучшая женская роль второго плана» (Мария Кожевникова), «Лучшая музыка» (Юрий Потеенко), «Лучший монтаж» (Мария Сергеенкова и Алексей Маклаков) и «Лучшая работа звукорежиссёра» (Анатолий Белозёров и Лев Ежов).
- В 2016 году фильм «Духless 2» получил премию «Ника» в номинации «Лучшая мужская роль» (Данила Козловский).
- В 2016 году фильм «Хороший мальчик» получил гран-при кинофестиваля «Кинотавр»[83].
- В 2017 году фильм «Дама Пик» получил 2 премии «Золотой орёл» в номинациях «Лучшая мужская роль в кино» (Иван Янковский) и «Лучшая работа художника по гриму и пластическим спецэффектам» (Елена Фомичёва).
- В 2017 году сериал «Молодёжка» получил премию ТЭФИ в номинации «Телевизионный фильм/сериал».
- В 2018 году сериал «Молодёжка» получил премию Ассоциации продюсеров кино и телевидения в номинации «Лучший телевизионный сериал (более 24 серий)».
- В 2018 году сериал «90-е. Весело и громко» получил 2 премии фестиваля телесериалов «Пилот» в номинациях «Лучший пилот телевизионного сериала» и «Лучший режиссёр» (Михаил Поляков)[84].
- В 2019 году сериал «Родком» («Родительский комитет») получил 2 премии фестиваля телесериалов «Пилот» в номинациях «Выбор зрителей» и «Лучший актёр» (Александр Ильин-мл.)[85].

### Комментарии
1. ↑  Расширенная версия фильма «Рашн Юг».